# Murina cyclotis
Murina cyclotis é uma espécie de morcego da família Vespertilionidae. Pode ser encontrada na Índia, Nepal, China, Mianmar, Tailândia, Laos, Vietnã, Camboja, Sri Lanka, Indonésia e Brunei.